# Oxia Palus
|  | Per a altres significats, vegeu «Quadrangle d'Oxia Palus». |

Oxia Palus (grec antic: Ὠξειανὴ λίμνη, Oxiane Limne) fou un llac format per dos rius: l'Araxates (Iaxartes) i el Dymas. S'ha suposat que podria ser la mar d'Aral o bé el Karakoul, al sud-sud-est de Bukharà.